# Cecilia Underwood, vévodkyně z Inverness
Cecilia Underwood, vévodkyně z Inverness (1785/89? – 1. srpna 1873, Londýn) byla původně milenka prince Augusta Frederika, vévody ze Sussexu (šestého syna krále Jiřího III.). Díky úmluvě o sňatcích členů britské královské rodiny z roku 1772 nakonec uzavřeli sňatek. I přesto se nemohla stát vévodkyní ze Sussexu po svém manželovi ani princeznou. Byl jí přidělen titul vévodkyně z Iverness královnou Viktorií dne 10. dubna 1840.

## Mládí
Datum narození Cecilie není znám, uvažuje se o letech 1785-89. Jejím otcem byl Arthur Gore, 2. hrabě z Arranu a její matkou Elizabeth, rozená Underwood. Byla oslovována jako Lady Cecilia Gore jako všechny dcery hrabat a šlechticů.

## Manželství
Lady Cecilia byla poprvé provdána za sira George Buggina v květnu roku 1815. Z manželství nevzešli žádní potomci a George zemřel 12. dubna 1825.
Dne 2. května 1831 se provdala za prince Augusta Frederika, vévodu ze Sussexu, který byl šestým synem krále Jiřího III. Předtím byl princ již ženatý s Lady Augustou Murray, sňatek byl ale v roce 1794 anulován.

## Vévodkyně z Iverness
Jelikož byl sňatek morganatický, nemohla Lady Cecilia přijmout po svém muži titul vévodkyně ze Sussexu, ani být oslovována jako princezna. Namísto toho přijala matčino rodné jméno Underwood. Pár spolu žil v Kensingtonském paláci.
Lady Cecilia nikdy nebyla vnímána jako plnohodnotný člen britské královské rodiny. Nesměla zastávat žádnou diplomatickou funkci, která byla pro členy rodiny běžná a nesměla ani sedět po boku svého manžela během ceremoniálů, jelikož byla nižšího šlechtického původu. Jako kompenzaci ji nakonec v roce 1840 královna Viktorie jmenovala vévodkyní z Inverness a její mužští potomci směli titul dědit. Její manžel se tak stal kromě vévody ze Sussexu i hrabětem z Inverness.

## Smrt
Její manžel August Frederik zemřel v dubnu roku 1843 v Kensingtonském paláci. Lady Cecilia zde žila i nadále až do své smrti o 40 let později v srpnu roku 1873. Byla pochována vedle svého manžela.